# John Kirk Townsend
John Kirk Townsend (Philadelphia, Pennsylvania in de VS, 10 augustus 1809 – Washington D.C., 6 februari 1851) was een Amerikaanse ontdekkingsreiziger, zoöloog (vogelkundige)  en natuuronderzoeker. Hij werd vooral bekend om het aantal verzamelde zoölogische specimens die latere auteurs gebruikten voor overzichtswerken over de vogels en zoogdieren van Amerika.

## Biografie
John Kirk was de zoon van Charles Townsend en Priscilla Kirk. Het gezin behoorde tot het religieus genootschap van de Quakers. Hij had vijf broers en vier zusters, sommige actief in maatschappelijke organisaties die hulpverlening aan blinden als doel hadden of ageerden tegen de slavernij. John studeerde geneeskunde en farmacie en had grote belangstelling voor natuurlijke historie, vooral voor het verzamelen van vogelsoorten. 
In 1833 werd hij gevraagd mee te gaan op een expeditie door het nauwelijks gekoloniseerde westen over de Oregon Trail, door de Rocky Mountains naar de Grote Oceaan. In maart 1834 begon deze reis die half september eindigde in Fort Vancouver, een fort dat lag bij de huidige Amerikaanse plaats Vancouver in de staat Washington. De winter van 1834/1835 verbleef hij op de Hawaïaanse eilanden (toen Sandwich Islands genaamd). Ook in 1836 verbleef hij daar op het eiland Maui. In Fort Vancouver werkte hij als arts, naast zijn activiteiten als verzamelaar van vogels en zoogdieren. 
In de zomer van 1837 begon hij aan een lange bootreis terug naar de Amerikaanse oostkust. Hij voer via de Hawaïaanse eilanden naar Tahiti en vervolgens naar  Chili, in september rondde hij Kaap Hoorn en op 14 november was hij weer in Philadelphia. Townsend overleed in 1851 aan een vergiftiging met arseen. Het giftige arseen wordt gebruikt bij het prepareren van specimens om de huid van het dier te beschermen tegen vraat en bederf.

## Zijn werk en nalatenschap
Terug van zijn reis begon hij met het beschrijven ervan in boekvorm: Narrative of a Journey Across the Rocky Mountains to the Columbia River. Dit boek werd in 1839 gepubliceerd.
Townsend verzamelde een groot aantal dieren en planten tijdens zijn reizen. De geprepareerde vogels stuurde hij naar  John James Audubon. Zelf beschreef hij 15 nieuwe vogelsoorten waaronder kastanjerugmees (Poecile rufescens), prairieplevier (Anarhynchus montanus) en Vauxs gierzwaluw (Chaetura vauxi).
Veel van de door hem verzamelde specimens zijn echter door anderen beschreven en als eerbetoon naar hem vernoemd zoals de bergsolitaire (Myadestes townsendi) (een vogel), de zoogdieren townsendchipmunk (Tamias townsendii), townsendmol (Scapanus townsendii), townsendwoelmuis (Microtus townsendii) en de vleermuis Corynorhinus townsendii. Het materiaal was van grote betekenis voor de door Audubon in 1844 gepubliceerde  Birds of America en de door John Bachman  gepubliceerde Viviparous Quadrupeds of North America. Binnen de plantkunde wordt bij verwijzing naar Townsend gebruik gemaakt van de afkorting J.K.Towns. Hij kan verward worden met Charles Haskins Townsend die meer dan een halve eeuw later zoölogisch onderzoek in Amerika deed en naar wie ook vogels en zoogdieren zijn vernoemd.
- Author citation (botany): J.K.Towns.
- Gemeinsame Normdatei: 122718666
- International Standard Name Identifier: 0000 0000 7376 2621
- Library of Congress Control Number: n85308665
- Nationale bibliotheek van Australië: 35342619
- Nederlandse Thesaurus van Auteursnamen: 354667343
- SNAC: w6qr615v
- Virtual International Authority File: 92167391
- WorldCat: E39PBJx4kfRRMXCRFpm3mHtqcP